# Birhan Woldu
Birhan Woldu, née en 1981, est une Éthiopienne célèbre pour être l'enfant affamée, proche de la mort, montrée dans une vidéo à Live Aid en 1985.

## Biographie
Woldu a été initialement trouvée en 1984 par une équipe documentaire de Société Radio-Canada dirigée par Brian Stewart (en) et Tony Burman (en). Sa famille a marché depuis un village de la province de Tigré jusqu'à Mekele dans l'espoir de trouver de la nourriture ou du soulagement. Le voyage a été trop difficile pour beaucoup : sa sœur Azmara est morte pendant le voyage ; elle et sa mère sont devenues très malades.
Alors qu'elle était au centre d'aide, son père, Woldu Menameno, a été informé par les religieuses présentes que sa fille Birhan allait probablement mourir dans les quinze prochaines minutes. Son père, se préparant au pire, l'enveloppa dans un linceul blanc et commença à creuser une tombe. Cependant, alors qu'il commençait à enterrer sa fille, il remarqua un léger pouls. Il a alerté les infirmières qui ont alors soigné la fillette. 
Elle est devenue par la suite le symbole emblématique qui a rassemblé le monde pour aborder la famine de 1984-1985 en Éthiopie. En 2004, Woldu alors adulte est apparue dans le clip de Band Aid 20 (en) Do They Know It's Christmas?.
En 2005, Bob Geldof fait rejouer le film lors du concert Live 8 à Londres, puis présente Woldu, qui remercie le public pour son soutien dans sa langue maternelle. Elle est restée sur scène pour la première partie de Like a Prayer de Madonna.